# Jasper Liu
Jasper Liu (chino= 劉以豪, pinyin= Liu Yi Hao) también conocido como Liu Yi Hao, es un actor, modelo y músico taiwanés.

## Biografía
Tiene dos hermanas.
Su primo es el actor Angus Hsieh (Xie Cheng Jun).
Estudió en la Universidad Dayeh en Taiwán donde se especializó en Diseño Visual.

## Carrera
Es miembro de la agencia "Eelin Modeling Agency Ltd".

### Televisión
En el 2011 obtuvo su primer papel importante en la televisión cuando se unió al elenco recurrente del popular y aclamado drama taiwanés In Time with You donde interpretó al estudiante Mei Nan.
En 2012 realizó un cameo durante el décimo cuarto episodio de la serie taiwanesa Once Upon a Time donde dio vida a Tian Yi Xiang de adulto, el hijo de Xu Ye y Tian Ru Mi. El actor Juan Juan interpretó a Yi Xiang, de pequeño.
El 25 de mayo de 2013 se unió al elenco principal de la serie taiwanesa Amour et Patisserie donde interpretó al atractivo y alegre Allen, un mochilero que tropieza accidentalmente con la pastelería de Chen Tian Tian (Sandrine Pinna) cuando le roban sus pertenencias, hasta el final de la serie el 24 de agosto del mismo año.
El 23 de mayo de 2014 se unió al elenco principal de la serie taiwanesa Pleasantly Surprised (喜歡．一個人) donde dio vida a Louis Fu Zi Jie, un experto chef francés que nunca ha pasado de ocupar un puesto interno y que le tiene miedo a la oscuridad debido a que su hermano lo encerró en el armario cuando era más joven, hasta el final de la serie el 17 de octubre del mismo año.
El 31 de mayo de 2015 se unió al elenco principal de la serie When I See You Again donde interpretó a Xia You Qian, el joven, atractivo y trabajador director de inversiones del "Ocean Private Equity", hasta el final de la serie el 11 de octubre del mismo año.
El 10 de junio de 2018 apareció por primera vez como invitado en el popular programa surcoreano The Return of Superman durante el episodio n.º 229, poco después regresó a la serie el 1 de julio del mismo año durante el episodio n.º 232.
El 31 de mayo del 2019 se unió al elenco principal de la serie Before We Get Married donde dio vida a Chu Kehuan, el CEO de una compañía de acciones hasta el final de la serie el 23 de agosto del mismo año.
El 6 de diciembre del mismo año se unió al elenco principal de la nueva serie taiwanesa de Netflix: Triad Princess (también conocida como "Plant Goddess") donde dio vida al productor musical Yan Dongming.
El 27 de marzo de 2021 se unió al elenco principal de la serie Twelve Legends (十二谭, también conocida como "Twelve Tan") donde interpretó a Jin Xingjian, hasta el final de la serie el 15 de abril del mismo año.
Ese mismo año se unirá al elenco principal de la serie Use For My Talent  (también conocida como "My Dear Neat Freak") donde dará vida a Gu Renqi. La serie es la adaptación china de la serie surcoreana Clean with Passion for Now.

### Modelaje
En 2008 debutó como modelo.
Ese mismo año obtuvo el tercer lugar en el concurso de modelaje "2008 Busqueda de un Modelo Masculino Eelin".
Ha modelado en Corea, Taiwán, Hong Kong y Japón, caminando por diferentes pasarelas de modas de reconocidos diseñadores y apareciendo en revistas tales como "FHM", "Vogue", "Harper's Bazaar Magazine", "GQ", entre otros...

### Música
Es guitarrista de la banda indie taiwanesa "Morning Call".

## Filmografía

### Series de televisión
| Año             | Título                             | Personaje                | Notas         |
| --------------- | ---------------------------------- | ------------------------ | ------------- |
| 2021 - presente | Use For My Talent (我親愛的小潔癖) | Gu Renqi                 | [ 11 ] [ 12 ] |
| 2021            | Twelve Legends                     | Jin Xingjian             | 32 episodios  |
| 2019            | Triad Princess                     | Yan Dongming             | 6 episodios   |
| 2019            | Before We Get Married              | Chu Kehuan               | 13 episodios  |
| 2018 - 2019     | My Goddess                         | Yan Dongming             | 24 episodios  |
| 2018            | My Bittersweet Taiwan              | Lin Qingwen              |               |
| 2017            | Mary Sue & Jack Sue                | Su Zhihuan               |               |
| 2016            | Lost? Me Too: Chloe                | Rex                      |               |
| 2015            | When I See You Again               | Xia Youqian              | 20 episodios  |
| 2015            | I Am Sorry, I Love You             | Ling Hongpei             |               |
| 2014            | Pleasantly Surprised               | Louis Fuzijie / Ah Jie   | 22 episodios  |
| 2014            | Kindaichi Case Files               | Chen                     |               |
| 2013            | IUUI                               | Luo Jia He               |               |
| 2013            | Amour et Patisserie                | Allen Hou                | 14 episodios  |
| 2012            | Confucius                          | Zheng Yuanbing           |               |
| 2012            | Once Upon a Love                   | Tian Yixiang (de adulto) | ep. #1.14     |
| 2011            | In Time with You                   | Choi Meinan              | 7 episodios   |
| 2009            | Magic 18                           | -                        |               |

### Películas
| Año  | Título                                        | Personaje           | Notas                                                               |
| ---- | --------------------------------------------- | ------------------- | ------------------------------------------------------------------- |
| 2018 | More Than Blue                                | Zhang Zhe Kai       | junto a Ivy Chen, Bryan Chang, Annie Chen, Bruce Hung y Gui Gui     |
| 2017 | Take Me to the Moon (帶我去月球)              | Wang Cheng-hsiang   | junto a Vivian Sung, Vera Yen, Shih Chih-tian, Pipi Yao y Lee Chuan |
| 2017 | Timeless Kotohira Taiwan Version              | Shun-hou            | corto                                                               |
| 2017 | Timeless Kotohira Taiwan Version              | Shun-hou            | corto                                                               |
| 2016 | Chibi Maruko-chan: Italia Kara Kita Shōnen    | Andrea (voz)        |                                                                     |
| 2014 | Second Chance                                 | Hei Lun             |                                                                     |
| 2014 | Live@Love                                     | Yan Su Jun          |                                                                     |
| 2014 | Master Classic Tea                            | Hombre con Paraguas | corto                                                               |
| 2013 | Sex AGoGo                                     | Li Kai Jie          |                                                                     |
| 2012 | Hsinchu Bride Wedding Story                   | -                   | corto                                                               |
| 2012 | Eelin Milk Tablets                            | Hombre Silencioso   | corto                                                               |
| 2011 | Laurel:Love                                   | Temperatura         | corto                                                               |
| 2011 | Radio and Television Dept. of Shih Hsine      | Joven               | corto                                                               |
| 2010 | Visual Communication Design Da Yeh University | Nadador             | corto                                                               |

### Programas de variedades
| Año             | Programa                        | Notas                                   |
| --------------- | ------------------------------- | --------------------------------------- |
| 2021 - presente | Meet You In a Parallel Universe | [ 14 ]                                  |
| 2019            | Together (2mantrip)             | miembro - junto a Lee Seung-gi          |
| 2019            | Day Day Up                      | invitado                                |
| 2018            | The Return of Superman          | 2 episodios - (ep. 229, 232) - invitado |

### Apariciones en videos musicales

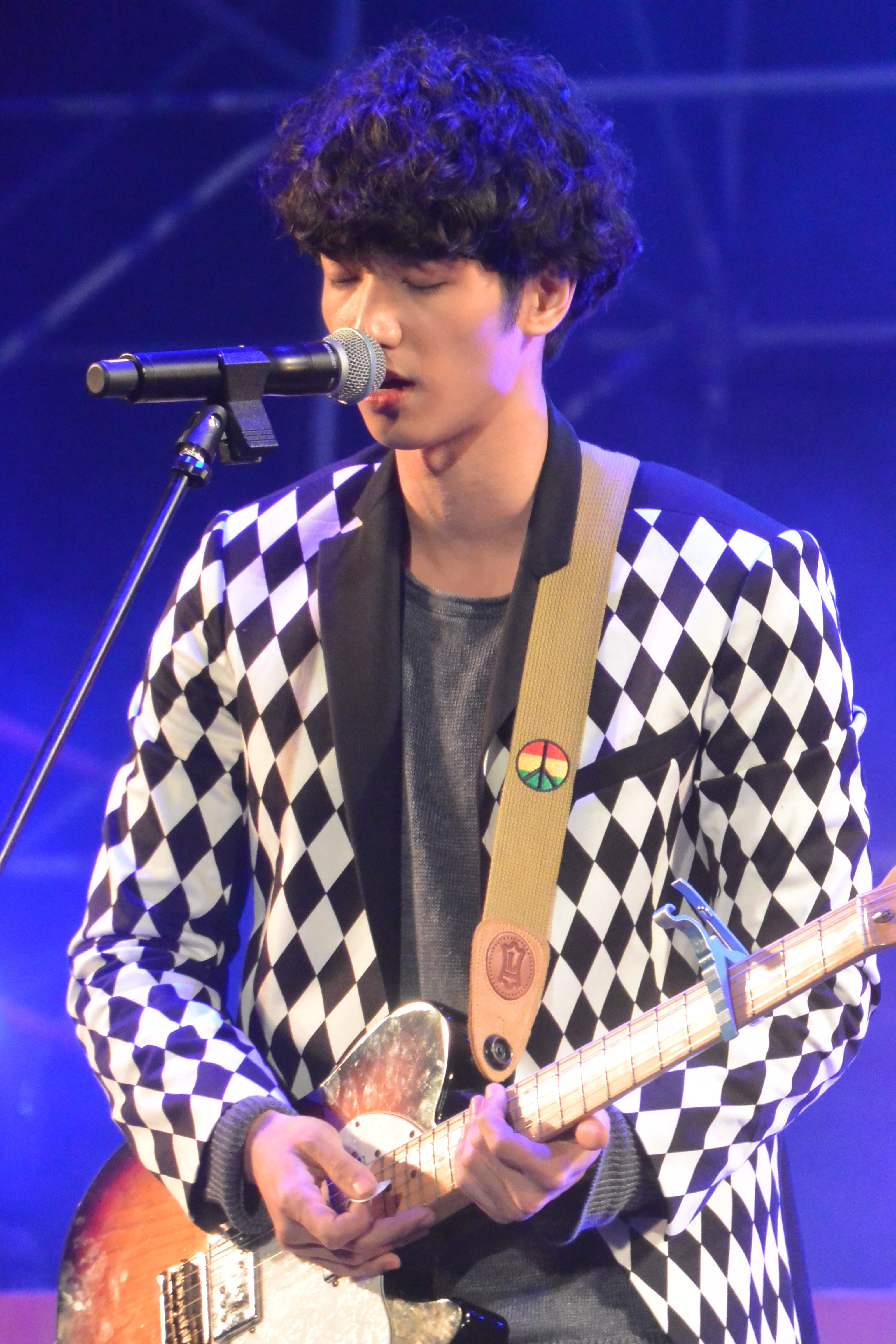
Jasper en el 2013.

| Año  | Artista        | Canción                                  | Notas |
| ---- | -------------- | ---------------------------------------- | ----- |
| 2016 | Gui Gui        | Always (一直)                            | -     |
| 2016 | Lulu           | I Really Like You (好喜歡你)             | -     |
| 2014 | Rainie Yang    | Dot Of Water (點水)                      | -     |
| 2013 | Kimberley Chen | Break Up To Show I Love You (分手說愛你) | -     |
| 2013 | VOX            | Chocolate (朱古力)                       | -     |
| 2012 | A-do           | Valentine's Day                          | -     |
| 2012 | Abella Leung   | Good Person (好人好者)                   | -     |
| 2012 | Amber Kuo      | The forgotten                            | -     |
| 2011 | Lea Lin        | Silent Night (平安夜)                    | -     |
| 2011 | Tanya Chua     | Letting Go                               | -     |
| 2010 | Lara Veronin   | Everything                               | -     |
| 2009 | Zhang Jing     | I Do Not Know (我不了解)                 | -     |

### Anuncios
| Año         | Título                                                      | Notas |
| ----------- | ----------------------------------------------------------- | ----- |
| 2012        | Lack Pine - FIN Sports Drinks                               |       |
| 2009 - 2011 | MUJI MUJI Catwalk                                           |       |
| 2011        | payeasy - End Celebration                                   |       |
| 2011        | Laurel - Wife Lunch - Happiness Articles                    |       |
| 2011        | Laurel - Wife Lunch - Angry Replies                         |       |
| 2011        | Laurel - Wife Lunch - Come on Articles                      |       |
| 2011        | Days Payeasy Beauty Awards Articles                         |       |
| 2011        | Far FET hot underwear                                       |       |
| 2011        | Xin'an Tokyo Marine Insurance Ads                           |       |
| 2011        | Taiwan Mobile - Samsung Galaxy SII                          |       |
| 2011        | Taiwan Mobile - Samsung S5520 Dating Articles               |       |
| 2011        | Taiwan Mobile - The Latest Newsletter Articles              |       |
| 2011        | Cady That - Texas Fries - Orchestra Articles                |       |
| 2011        | Canon - Music Festival Articles                             |       |
| 2010        | YAMAHA - GTR Locomotive                                     |       |
| 2010        | Sony Ericsson - Mobile Advertising                          |       |
| 2010        | DHC-May Anniversary Advertising - Amber Kuo Active Articles |       |
| 2010        | Archie Lennon - Shaved Ice Pianpian                         |       |
| 2010        | Archie Lennon - Ice Cream articles                          |       |
| 2010        | Mos Burger - Mos Burger Ad                                  |       |
| 2010        | 7-11 Slurpee - Slurpee                                      |       |
| 2010        | Simple Life Festival in Ealing                              |       |
| 2009        | DHC Supplement Insects - Ants Articles                      |       |
| 2009        | DHC Supplement - Butterflies                                |       |
| 2009        | KYMCO MANY 100 Fi Celebration Events                        |       |
| 2009        | Running of the Bulls Design Involved in Taipei              |       |
| 2009        | Simple Life Festival in Ealing                              |       |
| 2008        | Shin Kong Mitsukoshi Super Manhunt Contest Third Prize MS   |       |
| -           | McDonald's - Invincible Pork Filled Faaborg                 |       |
| -           | Pizza Hut - Advertising                                     |       |
| -           | IBS - Jeans                                                 |       |
| -           | Unity - Pure Tea 60s Ad                                     |       |
| -           | Goddess online - I Want to be a Hero Articles               |       |

### Revistas / sesiones fotográficas
| Año  | Título          | Notas                    |
| ---- | --------------- | ------------------------ |
| 2021 | Bazaar Star     | junto a Qin Lan          |
| 2019 | GQ China        | (publicación de octubre) |
| 2019 | Men’s Uno China |                          |

### Eventos
| Año  | Título                                  | Notas       |
| ---- | --------------------------------------- | ----------- |
| 2018 | StarHub Night of Stars (星和璀璨星光夜) | en Singapur |

## Premios y nominaciones

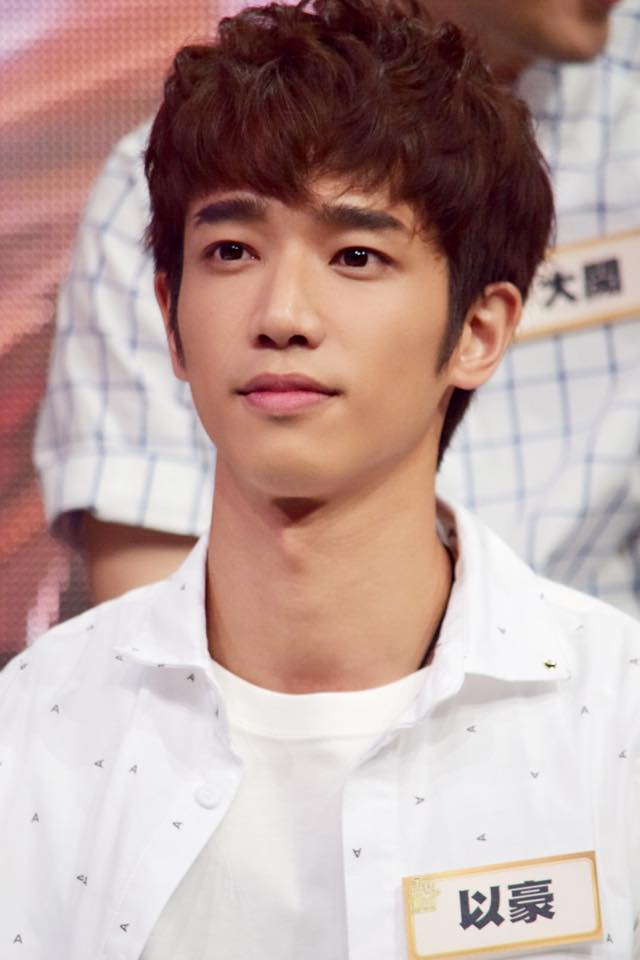
Jasper en el 2015.

| Año  | Categoría                                   | Premios                         | Serie                | Resultado |
| ---- | ------------------------------------------- | ------------------------------- | -------------------- | --------- |
| 2018 |                                             | Seoul International Drama Award | -                    | Ganó      |
| 2016 | Asia Star Award                             | 11th Seoul Drama Award          | -                    | Ganó      |
| 2014 | Weibo Popularity Award                      | Sanlih Drama Award              | Pleasantly Surprised | Nominado  |
| 2014 | China Wave Award                            | Sanlih Drama Award              | Pleasantly Surprised | Nominado  |
| 2014 | Best Actor Award                            | Sanlih Drama Award              | Pleasantly Surprised | Nominado  |
| 2014 | Best Kiss Award (junto a Puff Kuo)          | Sanlih Drama Award              | Pleasantly Surprised | Ganaron   |
| 2014 | Best Crying Award (junto a Puff Kuo)        | Sanlih Drama Award              | Pleasantly Surprised | Nominados |
| 2014 | Best Screen Couple Award (junto a Puff Kuo) | Sanlih Drama Award              | Pleasantly Surprised | Nominados |
| 2014 | Male Model (2.º lugar)                      | Yahoo Kimo Beauty Award         | -                    | Ganó      |
| 2013 | Warm Superstar Potential Award              | Bella Award                     | -                    | Ganó      |
| 2008 | Male Model (3er. lugar)                     | Eelin Model Search              | -                    | Ganó      |